# Jaroslav Sedlák
Jaroslav Sedlák (* 2. února 1958) je bývalý slovenský fotbalista.

## Fotbalová kariéra
V československé lize hrál za ZŤS Košice. Nastoupil v 5 ligových utkáních.

## Ligová bilance
| Ročník                                   | Zápasy | Góly | Klub       |
| ---------------------------------------- | ------ | ---- | ---------- |
| 1. československá fotbalová liga 1980/81 | 5      | 0    | ZŤS Košice |
| CELKEM                                   | 5      | 0    |            |